# Yoo Byung-soo
Yoo Byung-soo (en coreano: 유병수; hanja: 兪 炳守; Daegu, 26 de marzo de 1988) es un futbolista surcoreano que juega en la demarcación de delantero para el Chonburi FC de la Liga de Tailandia.

## Biografía
Yoo Byung-soo debutó como futbolista profesional en 2009 a manos del Incheon United FC coreano. Jugó un total de 67 partidos en los que marcó 37 goles. Además en 2010 fue el máximo goleador de la K-League. En 2011 fue traspasado al Al-Hilal, equipo de Arabia saudí por el que fichó por dos años, llegando a marcar 27 goles en 72 partidos. Además ganó la Copa del Príncipe de la Corona Saudí en dos ocasiones. Ya en junio de 2013 fichó por el FC Rostov, marcando un gol en el partido en el que debutó.

## Selección nacional
Yoo Byung-soo ha participado con la selección de fútbol de Corea del Sur un total de tres veces, haciendo su debut oficial el 12 de octubre de 2010 contra Japón en la segunda parte, aunque un año antes, el 2 de junio de 2009, había disputado un partido ante Omán no reconocido por la FIFA. Además Yoo fue seleccionado a tomar parte en la Copa Asiática 2011 disputada en Catar.

## Clubes
| Club                  | País           | Año         | Partidos | Goles |
| --------------------- | -------------- | ----------- | -------- | ----- |
| Incheon United FC     | Corea del Sur  | 2009 - 2011 | 70       | 40    |
| Al-Hilal              | Arabia Saudita | 2011 - 2013 | 72       | 27    |
| FC Rostov             | Rusia          | 2013 - 2016 | 34       | 3     |
| Gimpo Citizen FC      | Corea del Sur  | 2017 - 2018 | 1        | 1     |
| Hwaseong FC           | Corea del Sur  | 2019        | 6        | 5     |
| MOF Customs United FC | Tailandia      | 2020        | 4        | 2     |
| Ayutthaya United FC   | Tailandia      | 2020 - 2021 | 29       | 20    |
| Chonburi FC           | Tailandia      | 2021 -      | 10       | 1     |

## Palmarés
Al-Hilal
- Copa del Príncipe de la Corona Saudí: 2012, 2013

FC Rostov
- Copa de Rusia: 2014